# Valentín Larralde
Valentín Larralde (El Pato, 15 novembre 2000) è un calciatore argentino, centrocampista del Defensa y Justicia.

## Carriera
Cresciuto nel settore giovanile del Defensa y Justicia, debutta in prima squadra il 2 ottobre 2020 giocando gli ultimi dieci minuti dell'incontro di Coppa Libertadores vinto 3-0 contro il Delfín.

## Statistiche

### Presenze e reti nei club
Statistiche aggiornate al 7 maggio 2025.
| Stagione                  | Squadra                   | Campionato                | Campionato | Campionato | Coppe nazionali | Coppe nazionali | Coppe nazionali | Coppe continentali | Coppe continentali | Coppe continentali | Altre coppe | Altre coppe | Altre coppe | Totale | Totale |
| Stagione                  | Squadra                   | Comp                      | Pres       | Reti       | Comp            | Pres            | Reti            | Comp               | Pres               | Reti               | Comp        | Pres        | Reti        | Pres   | Reti   |
| ------------------------- | ------------------------- | ------------------------- | ---------- | ---------- | --------------- | --------------- | --------------- | ------------------ | ------------------ | ------------------ | ----------- | ----------- | ----------- | ------ | ------ |
| 2019-2020                 | Defensa y Justicia        | PD                        | 0          | 0          | CA+CdS+CM       | 0+1+3           | 0+1+0           | CL+CS              | 1+7                | 0                  | -           | -           | -           | 12     | 1      |
| gen.-giu. 2021            | Defensa y Justicia        | PD                        | -          | -          | CA+CdL          | 0+7             | 0               | CL                 | 1                  | 0                  | RS          | 0           | 0           | 8      | 0      |
| lug.-dic. 2021            | Arsenal Sarandí           | PD                        | 12         | 0          | CA+CdL          | -               | -               | CS                 | 2                  | 0                  | -           | -           | -           | 14     | 0      |
| 2022                      | San Martín (T)            | PBN                       | 33         | 1          | CA              | 1               | 0               | -                  | -                  | -                  | -           | -           | -           | 34     | 1      |
| 2023                      | O'Higgins                 | A                         | 15         | 0          | CC              | 2               | 0               | -                  | -                  | -                  | -           | -           | -           | 17     | 0      |
| feb.-giu. 2024            | Gimnasia (J)              | PBN                       | 10         | 0          | -               | -               | -               | -                  | -                  | -                  | -           | -           | -           | 10     | 0      |
| lug.-nov. 2024            | Aldosivi                  | PBN                       | 15         | 0          | -               | -               | -               | -                  | -                  | -                  | -           | -           | -           | 15     | 0      |
| 2025                      | Defensa y Justicia        | PD                        | 4          | 0          | CA              | 1               | 0               | CS                 | 2                  | 0                  | -           | -           | -           | 7      | 0      |
| Totale Defensa y Justicia | Totale Defensa y Justicia | Totale Defensa y Justicia | 4          | 0          |                 | 12              | 1               |                    | 11                 | 0                  |             | 0           | 0           | 27     | 1      |
| Totale carriera           | Totale carriera           | Totale carriera           | 89         | 1          |                 | 15              | 1               |                    | 13                 | 0                  |             | 0           | 0           | 117    | 2      |

## Palmarès

### Club

#### Competizioni internazionali
- Coppa Sudamericana: 1

Defensa y Justicia: 2020
- Recopa Sudamericana: 1

Defensa y Justicia: 2021